# Marianna De Rossi
Marianna De Rossi (Roma, 29 gennaio 1985) è un'attrice italiana.

## Biografia
Nata a Roma, comincia a recitare nel 2006 nella soap opera Sottocasa. Nel 2009 recita nella fiction Terapia d'urgenza e sempre nel 2009 recita nella serie televisiva  Distretto di Polizia 9 con la regia di Alberto Ferrari.
Al cinema recita nel film Il compleanno con la regia di Marco Filiberti.

## Cinema
- Il compleanno - regia di Marco Filiberti (2009)

## Televisione
- Sottocasa - registi vari - Soap opera (2006)
- Terapia d'urgenza - regia di Carmine Elia e Lucio Gaudino (2009)
- Distretto di Polizia 9 - regia di Alberto Ferrari (2009)